# Fariña (llibre)
Fariña (títol complet: 'Fariña. Història i indiscrecions del narcotràfic a Galícia') és un llibre escrit pel periodista gallec Nacho Carretero, publicat al setembre de 2015 per l'editorial Llibres del KO. Fins a març de 2018 havia venut 30 000 exemplars en 10 edicions. En aquest mes es va ordenar el cessament de la seva comercialització. A partir del llibre es va fer una sèrie de televisió també amb el nom de   Fariña .

## Descripció
Fariña (farina en gallec) és el nom amb què es coneix col·loquialment a la cocaïna i per extensió totes les drogues en pols a Galícia. El llibre està estructurat en dotze capítols, i narra el narcotràfic a Galícia, des dels començaments del contraban a la costa de la Mort i La Ratlla fins a l'actualitat, amb especial atenció a la dècada de 1980, quan l'contraban de tabac es va passar al  trànsit de haixix i cocaïna a les Ries Baixes.

## Causes legals
L'exalcalde de El Grove Alfredo Bea Gondar va denunciar el gener de 2016 l'autor i l'editorial acusant-los d'injúries i calúmnies, i va demanar l'aplicació de l'article 738.1 de la Llei d'Enjudiciament Civil. La jutge Alejandra Fontana del jutjat d'instrucció número 7 de Collado Villalba va ordenar el 5 de març de 2018 el segrest del llibre  Fariña, també en suport digital, després de fer un dipòsit de 10.000 euros el demandant. L'exalcalde del Grove apareix citat en tres línies del llibre.
El Gremi de Llibreries de Madrid va llançar una eina digital que permetia llegir  Fariña  a través de l'obra Don Quixot, però el 23 de març el jutjat 7 de Collado Villalba va ordenar el tancament de la pàgina web.

## Edicions
El llibre va ser editat en tapa tova amb pestanyes, amb una llista desplegable amb mapes, diagrames i cites. La portada, dissenyada per Artur Galotxa, representa un fardell de cocaïna obert. al final del text inclou mapes amb la distribució dels clans, un índex onomàstic de persones, clans i operacions, bibliografia i agraïments. En l'inici inclou, no del tot correctament, una cita de Dwight D. Eisenhower sobre l'alliberament de Auschwitz:
| « | "Graben todo. En algún momento algún bastardo se levantará y dirá que esto nunca sucedió." “Get it all on record now. Get the films, get the witnesses, because somewhere down the track of history some bastard will get up and say that this never happened.” | » |
| — Dwight D. Eisenhower, Eyes in the Sky: Eisenhower, the CIA, and Cold War Aerial Espionage - Dino Brugioni - pàg. 30 | |   |

L'obra va ser traduïda al gallec per Xosé Manuel Moo, i publicada per Edicions Generals de Galícia. A la portada empra la imatge dels personatges de la sèrie de televisió, amb una foto de Jaime Olmedo.